# Arnis Līcītis
Arnis Līcītis (Riga, 1946. január 8. – Riga, 2022. január 21.) lett színész.

## Élete
Alfrēds Videnieks (1908–2002) színész és Helga Līcīte gyermekeként született. Középiskolai tanulmányait a rigai 1. számú Állami Gimnáziumban végezte. 1970-ben az Állami Konzervatórium Színművészeti Karán szerzett diplomát. A Lett Nemzeti Színház, a valmierai Dráma Színház és a Rigai Orosz Színház társulatának tagja volt. 1965-ben kezdett filmezni a Riga Filmstúdióban. Az egyik legtermékenyebb lett filmszínész volt, több mint 160 filmben, tv-sorozatban szerepelt.
2022. január 21-én hunyt el 76 éves korában.

## Fontosabb filmjei
- Diplomaták összeesküvése (Заговор послов) (1965, orosz)
- Ceļa zīmes (За поворотом – поворот) (1968, lett / orosz)
- Egle rudzu laukā (1972, lett)
- Uzbrukums slepenpolicijai (1974, lett)
- Ha boldog akarsz lenni (Если хочешь быть счастливым) (1974, orosz)
- Minden bizonyíték ellene szól (Все улики против него) (1974, orosz)
- Trīs dienas pārdomām (1980)
- Hosszú az út a dűnéken (Долгая дорога в дюнах) (1981, tv-sorozat, orosz)
- Mirāža (Мираж) (1983, tv-film, lett / orosz)
- Mans draugs Sokrātiņš (1984, lett)
- Aveņu vīns (1984, lett)
- Svešais (1988, lett)
- Depresija (Депрессия) (1991, orosz)
- Мушкетёры двадцать лет спустя (1992, orosz)
- Dermesztő nyár (Baiga vasara) (2000, lett)
- Az orosz kapcsolat (Бархатная революция) (2005, orosz)